# (1061) Paeonia
(1061) Paeonia est un astéroïde de la ceinture principale découvert le 10 octobre 1925 par l'astronome allemand Karl Reinmuth à l'Observatoire du Königstuhl près de Heidelberg. Sa désignation provisoire était 1925 TB. Il tire son nom du genre de plantes à fleurs Paeonia.